# Promenade de la Croisette

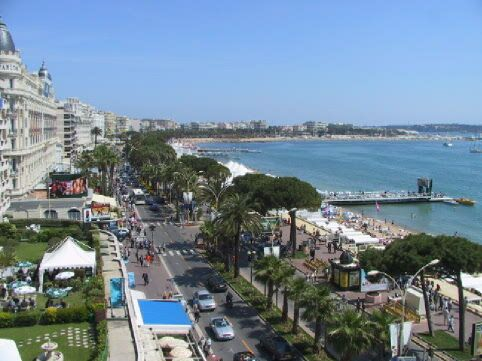
La Croisette

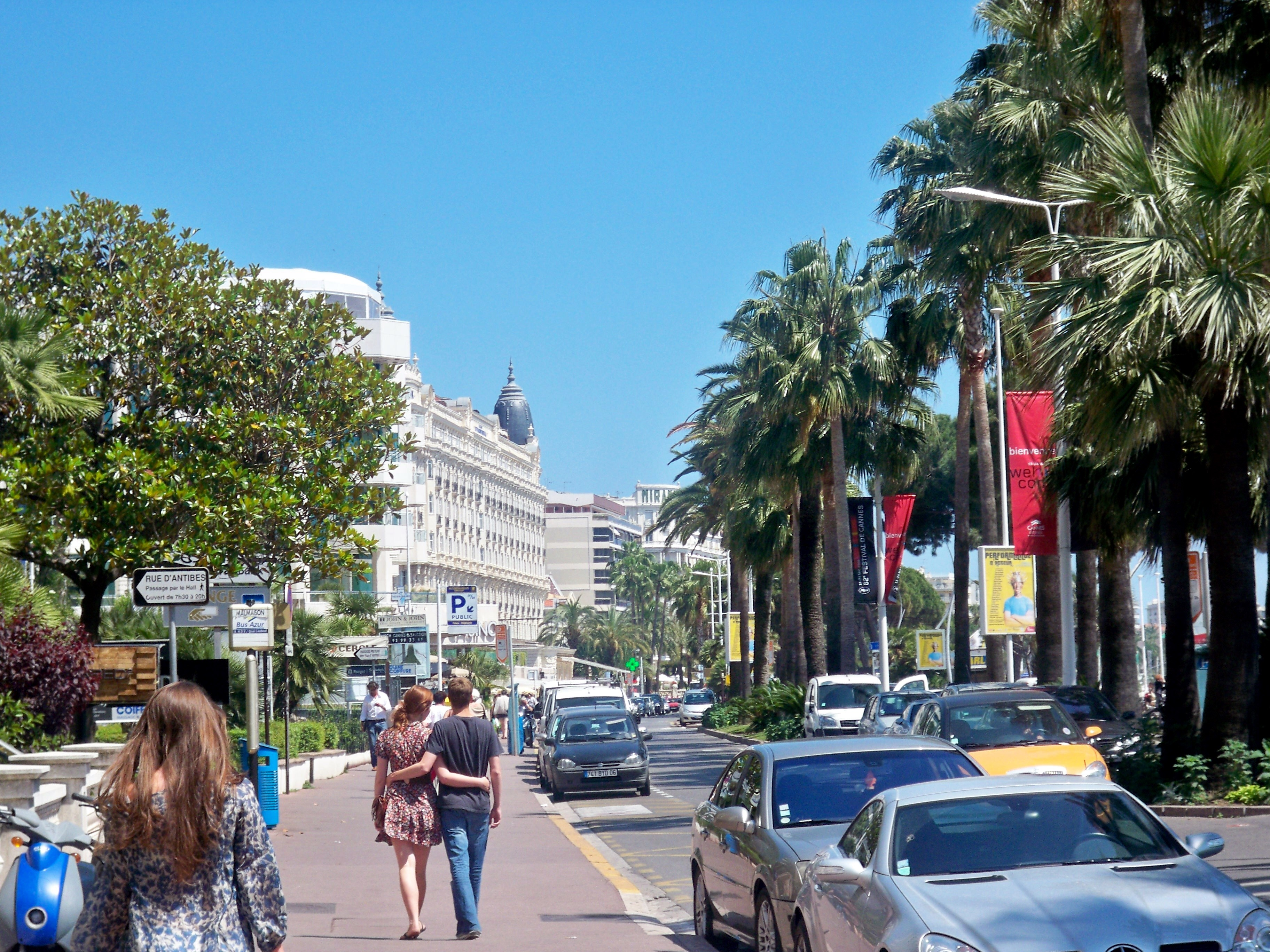
Promenade de la Croisette

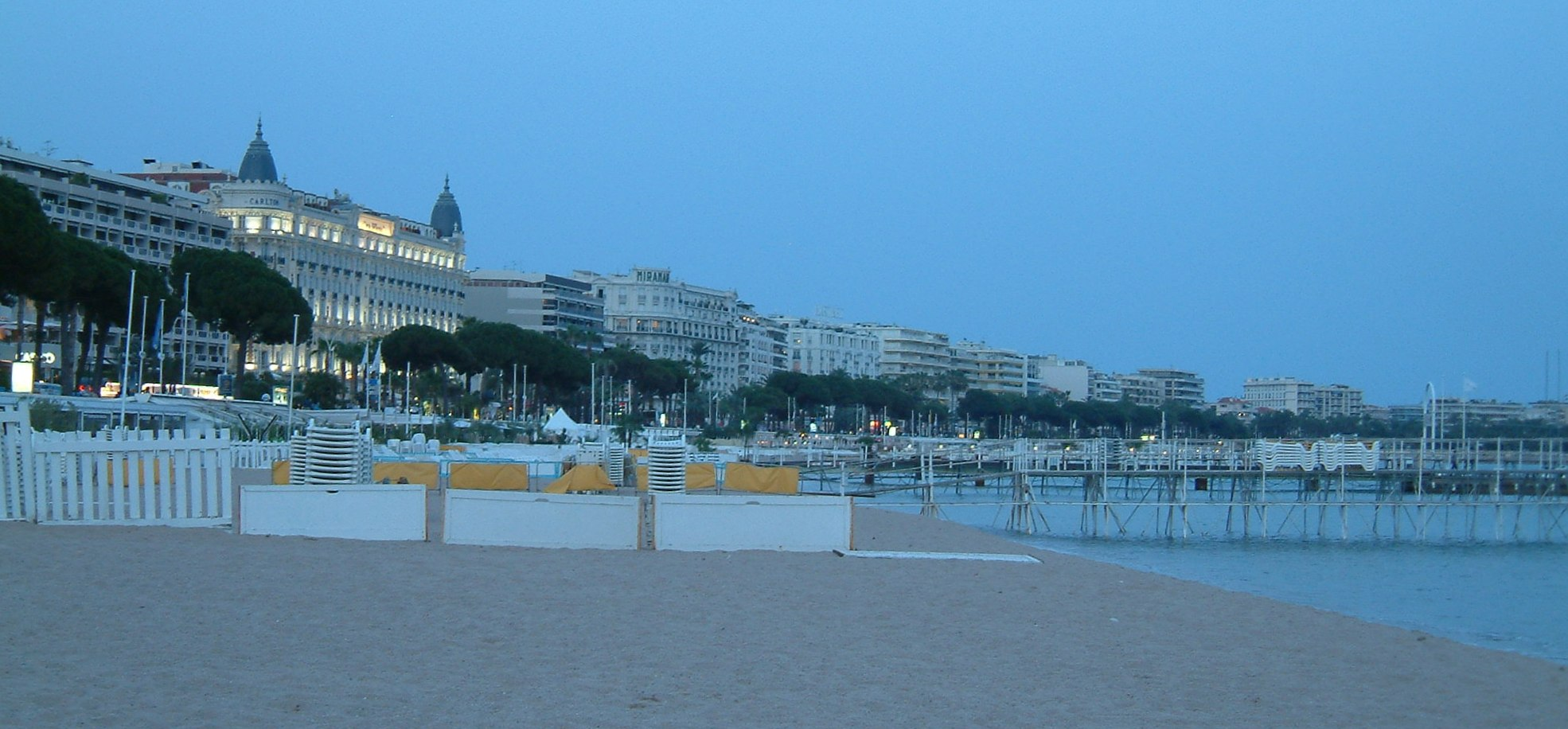
La Croisette, vista da praia

A Promenade de la Croisette é uma famosa avenida  localizada em Cannes, França.

## Etimologia
O nome provém de uma pequena cruz que se encontra no local; em tempos passados chamava-se "Chemin de la petite croix", literalmente "Caminho da Pequena Cruz".

## Geografia
A avenida estende-se em paralelo à costa do mar Mediterrâneo ao longo de 2 kilômetros. La Croisette é conhecida sobretudo pelo Palais des Festivals et des Congrès, onde ocorre o Festival de Cannes.
La Croisette está incluida no inventário geral dos patrimônios culturais da França.